# Iphitos (Vater des Archeptolemos)
Iphitos (altgriechisch Ἴφιτος Íphitos) ist in der griechischen Mythologie der Vater des Archeptolemos, eines der Wagenlenker des trojanischen Helden Hektor.
Archeptolemos wurde im Kampf von Teukros mit einem Pfeil erschossen.

## Quelle
- Homer, Ilias 8,128